# Мор, Хэл
Хэл Мор (англ. Hal Mohr, собственно Harold Leon Mohr, 2 августа 1894, Сан-Франциско — 10 мая 1974, Санта-Моника) — американский кинооператор.

## Биография
Свою первую ленту (документальную) снял в 1912 году. Начал работать в Голливуде в 1915 году. Участник Первой мировой войны. После войны год провел в Париже, вернулся в США в 1919 году. С 1921 года — главный оператор. Снял свыше 140 фильмов.
Жена — актриса Эвелин Винейбл.

## Избранная фильмография
- 1927 — Певец джаза
- 1928 — Свадебный марш (Эрих фон Штрогейм)
- 1928 — Медовый месяц (Эрих фон Штрогейм, не закончен и утрачен)
- 1928 — Ноев ковчег (Майкл Кёртис)
- 1931 — Первая полоса (Льюис Майлстоун)
- 1933 — Ярмарка штата (Генри Кинг)
- 1933 — Влюблённый дьявол (Вильям Дитерле)
- 1935 — Сон в летнюю ночь (Макс Рейнхардт, Вильям Дитерле, премия «Оскар» за лучшую операторскую работу)
- 1935 — Одиссея капитана Блада (Майкл Кёртис)
- 1936 — Разгуливающий мертвец (Майкл Кёртис)
- 1936 — Пулями или голосами (Уильям Кили)
- 1939 — Дестри снова в седле (Джордж Маршалл)
- 1939 — Рио (Джон Брам)
- 1943 — Стража на Рейне (также режиссёр)
- 1943 — Призрак оперы (премия «Оскар» за лучшую операторскую работу)
- 1947 — Потерянное мгновение (Мартин Гейьел)
- 1947 — Я буду твоей (Уильям Сайтер)
- 1950 — Женщина в бегах (Норман Фостер)
- 1951 — Кровать с балдахином (Ян де Хартог)
- 1951 — Долгая ночь (Джозеф Лоузи)
- 1952 — Пресловутое ранчо (Фриц Ланг)
- 1953 — Дикарь (Ласло Бенедек)
- 1956 — Босс (Байрон Хэскин)
- 1958 — Контрабандисты оружия (Дон Сигел)
- 1961 — Другой мир США (Сэмюэл Фуллер)
- 1968 — Бамбуковая летающая тарелка

## Признание
Двукратный лауреат премии Оскар за лучшую операторскую работу (1935, 1943). Возглавлял Американское общество кинооператоров (1930—1931, 1963—1965, 1969—1970). Звезда на голливудской «Аллее славы» (1960).